# Lovsången (Gloria och Laudamus, Göransson 1971)
Lovsången är ett Gloria och Laudamus av Harald Göransson. Skriven 1971 och bearbetad 1976.

## Publicerad som
- Nr 697:1 i Den svenska psalmboken 1986 under rubriken "Liturgiska sånger".
- Den svenska kyrkohandboken från 1986.